# Dictyaulus marecoi
Dictyaulus marecoi är en svampdjursart som beskrevs av Konstantin R. Tabachnick och Collins 2008. Dictyaulus marecoi ingår i släktet Dictyaulus och familjen Euplectellidae. Inga underarter finns listade i Catalogue of Life.